# SDガンダム外伝 ジークジオン編
SDガンダム外伝 ジークジオン編（エスディーガンダムがいでん ジークジオンへん）は、バンダイの玩具カードダスを中心とした企画。騎士ガンダムシリーズの第一作である。

## 概要
SDガンダムのデザインを担当していた横井孝二が『SDV』のひとつとして発表した騎士ガンダムを発端として、設定を膨らませて西洋のファンタジー的要素をもつ物語として展開したものである。
登場キャラクターは主に『機動戦士ガンダム』『機動戦士Ζガンダム』『機動戦士ガンダムΖΖ』『機動戦士ガンダム 逆襲のシャア』『機動戦士ガンダム0080 ポケットの中の戦争』のモビルスーツや人物がモデルになっている。後の『騎士ガンダム』シリーズと比較し、設定時期、時代ともに各ストーリーがそれぞれ独立した内容となっており（円卓の騎士編や聖機兵物語編など一貫した物語の流れではない）、発表当時主流だったファミコンやスーパーファミコンのロールプレイングゲームのようなストーリー展開になっている。

## あらすじ
ラクロアの勇者
平和なスダドアカ・ワールドにMS族による世界の支配を目論む魔王サタンガンダムが現れた。魔王の脅威から世界を救うため、ラクロアの勇者・騎士ガンダムが立ち上がった。
伝説の巨人
魔王サタンガンダムを倒し、ラクロアへと凱旋した騎士ガンダム一行。しかしラクロアは新たな脅威・伝説の巨人の手によって壊滅していた。一行は伝説の巨人打倒のため再び旅立つ。
アルガス騎士団
ラクロアを離れ修行の旅に出た騎士アムロ。騎士団長を欠いて統率を失っていたアルガス騎士団の騎士団長となったアムロは、ジオン族率いるムンゾ帝国に立ち向う。
光の騎士
導きのハープの力によりスダドアカ・ワールドの裏側にあるムーア界へとやってきた騎士ガンダムとアルガス騎士団は、ジオン族の黒幕ジークジオンや復活したブラックドラゴンに最後の戦いを挑む。

## 登場人物
（）内はモデルとなったキャラクター。

### メインキャラクター

#### ラクロアの勇者編から
騎士ガンダム / バーサル騎士ガンダム（ガンダムMk-III / スーパーガンダム）
声 - 松本保典
記憶を失ったガンダム族の騎士。偶然フラウ姫を助け、その名が伝説の勇者と同じであったことからサタンガンダム討伐を任されることになる。
手に入れた三種の神器を纏って魔王を倒し、王国を救う。その後伝説の巨人討伐や数々の修行の経てレビル王から「バーサル騎士」の称号を与えられる。正体はスペリオルドラゴンの片割れ（後述参照）であり、また武者頑駄無世界から落雷によりこの世界へ飛ばされ、記憶を失った武者頑駄無真悪参の善の心でもある。騎士ガンダム自身の性格として、やさしく朗らかで非の打ち所の無い性格をしている。酒は弱く、時折身に覚えの無い（武者頑駄無真悪参時代のものと推測される）記憶に悩まされている。
最初のHPは500で、その後三種の神器と石板の力でHP10000にまで成長するものの、ブラックドラゴンとの戦いで炎の剣を失い、伝説の巨人登場時はHP800になっていた。さらに修業を続け、バーサル騎士ガンダムになったときにはHPは2000にまで上昇する。
一部ゲームなどではバーサルナイトの剣や鎧はラクロアに伝わるもので、レビル王からバーサルの称号と共に受け取ったことになっているが、横井孝二の漫画や近年の新規カードダスの展開ではファントムサザビーとの戦いによって力の盾、霞の鎧が大破し、それを鍛冶屋テムが打ち直してできたものという設定である。
騎士ガンダムの三種の神器の1つ、霞の鎧の頭部パーツの形状はMAエルメスがモチーフ。バーサル騎士ガンダムの肩のパーツや電磁ランスはスーパーガンダムを元にデザインされている。カードダスでは三種の神器すべてを装備した騎士ガンダムが存在しない。称号「バーサル」は原作の舞台である「宇宙世紀」（ユニバーサルセンチュリー）から。
もともとは『騎士ガンダム』の企画以前に『SDV』で設定された。当初からガンダムMk-IIIがベースとされ、「武者Mk-III」の別称もあった（その後バンダイから発売されたリアルタイプガンダムクロスは、これに準じてガンダムMk-IIIがベースとなっている）。また、当初から「ケンタウロス形態」も文字設定のみであるが存在した。
元祖SD No.34/No.0003（ナイト）、No.45（フルアーマー）、No.70/No.0046（バーサル）
- アニメ：オープニングにて光が二つに分かれる描写があるが、初登場自体はフラウ姫を助けるために突然現れている。
- 漫画（ほしの竜一版）：電磁スピアが伝説の武器として伝わっており、これが刺さっていた岩の下で眠っていた。初登場時は性格はやや粗暴且つ軽かった。

騎士スペリオルドラゴン（Sガンダム）
声 - 松本保典
スダドアカ・ワールドの守護神。神々の間の決め事により地上世界へ降臨する際には仮の肉体を選び勇者ガンダムとして現れる。騎士ガンダムとサタンガンダムに分裂していたが、バーサル騎士ガンダムとネオブラックドラゴンが融合し復活。以後のシリーズにも度々登場し、その度にパワーアップしている（内容についてはそのつど参照。大まかな設定については、騎士ガンダムを参照）。HPは15000だが、これだけではジークジオンの強大な魔力の前には太刀打ちできなかった。
元祖SD No.44。
- アニメ：融合後しばらくは動けない（所謂生まれたての）状態だったが、完全に目覚めると圧倒的な力でジークジオンを撃破している。なお、台詞は一言も発しない。
- 漫画（ほしの竜一版）：騎士ガンダムの記憶、人格がベースとなった存在として描かれている。

戦士ガンキャノン（ガンキャノン）
声 - 子安武人
ラクロア騎士団の戦士（ファイター）。豪快そのものの性格で、騎士ガンダムの兄貴分。
「伝説の巨人編」では肉体を失ったブラックドラゴンの魂に乗り移られて「ブラックドラゴンの杖」を探すことになる。このとき、角や顔の形が微妙に異なっていた。その後、ブラックドラゴンから解放され、記憶の多くを失った状態で登場した。
HPは300で、伝説の巨人登場時にはHPは350になっていたが、ブラックドラゴンが乗り移っていたための能力上昇である可能性が高い。解放後は200まで低下していた。
聖機兵物語編では剛戦士ガンキャノンへとパワーアップしており騎士アムロ達と共にラクロア騎士団の一員としてダバードへ赴く。
- 漫画（ほしの竜一版）：ホラー要素を怖がってスケルトンドーガを粉々にしたり、フラウ姫が本物か確かめようとしてスカートをめくるなど「あぶないタイプ」と囁かれるような一面も描かれる。最終的にはムーア界・ティターンの魔塔で解放される。
- アニメ：容姿が少し変化しただけでサタンガンダムであるということを示す描写や展開はほとんど無い。
- ゲーム：ファミコン版では伝説の巨人編の途中で洗脳が解ける為最後まで冒険に参加する。

僧侶ガンタンク（ガンタンク）
声 - 西村知道
ラクロア王国の僧侶。ラクロア一の魔法使い。伝説の巨人時にはラクロアの廃墟に残り、レビル王を看護する。サイコゴーレム撃退後、騎士ガンダムの修業を手伝っていたらしい。
MPは200で、伝説の巨人編ではMP300に、光の騎士ではMP400になっていた。
騎士アムロ（アムロ・レイ）
声 - 古谷徹
ラクロア騎士団の若き騎士。騎士ガンダムと共に戦う中で自分が非力であることに気がつき、ブラックドラゴン打倒後、旅に出た。
アルガス王国で一時的に騎士団長を務め、アルガスでの戦いが終わった後、アルガス騎士団と共にラクロアへ帰国。ラクロア騎士団の騎士団長を務めることになる。騎士ガンダムたちと共にムーア界に突入しようとするが、一人だけ弾き飛ばされてしまう。同行できなかった理由については、レビルは「騎士ガンダムたちがいなくなった後の、スダ・ドアカに平和をもたらすために残されたのだろう」と推測した。
初登場時はHPは250。その後、ラクロアを離れるときにはHPは280になっていたが、アルガス騎士団団長就任時には500、「光の騎士」では700まで上昇する。
後に『聖機兵物語』『機甲神伝説』にも登場。ラクロア騎士団を率いて因縁あるネオジオン族と戦う。
当初の鎧はノーマルスーツをモチーフに、「アルガス騎士団」からはディジェがモデルになっている。
- 漫画（ほしの竜一版）：騎士ガンタム(ガンダム族そのもの)を裏切り者として敵対する。騎士ギャンやモンスターズゴックとの戦いで命を救われた事で誤解も解ける。
- ゲーム：『ラクロアンヒーローズ』、ファミコン版『1』・『2』では伝説の巨人編や光の巨人で離脱せず最後まで冒険に参加する。ファミコン版1作目では橋を通せんぼしており戦闘で勝つ事で仲間にできる。

フラウ姫（フラウ・ボゥ）
声 - 松井菜桜子
ラクロア王国の王女。落ちた星を見に行く途中モンスターに襲われ、記憶喪失の騎士ガンダムに助けられる。騎士アレックスの持つ「導きのハープ」を奏でることが出来る。
HPは初登場時は20、その後、「伝説の巨人」では30、最終的には50まで成長した。
- アニメ：お礼に城へ招待したが、その名が伝説の勇者の名であることを父から聞かされ驚愕する。
- 漫画（ほしの竜一版）：騎士ガンダム登場に立ち会っていたのはガンタンクであり、当人とは城で初めて会う。後にゲーム版同様に誘拐される。初期はややぶりっ子な一面が見られた。
- ゲーム：スーパーファミコンでは一時的な仲間として加わる予定があったが没データとなっている。

レビル王（レビル将軍）
声 - 永井一郎
ラクロア国王。伝説の勇者「ガンダム」の名を持つ記憶喪失のガンダムにナイトの称号を授け、スダドアカワールドの未来を託した。伝説の巨人襲撃の際、ラクロア滅亡のショックにより精神を崩壊しかける。後にラクロアを復興させ、騎士ガンダムにバーサル騎士の称号を授けた。
「伝説の巨人」では一時HP20まで低下したものの、本来のHPは150。
- 漫画（ほしの竜一版）：フラウ姫が騎士ガンダムにお見送りのキスをした為、自分もキスしようとすると言った茶目っ気が描かれた。

町人ジムヘンソン一家（ジム）
声 - 沢りつお（ジムヘンソン）
ラクロアに住む一般市民。ラクロアが伝説の巨人によって滅びたときは、砂漠をさまよい、石の城に到達し一家そろって生還する。HPは10。息子は『聖機兵物語』にも登場。
騎士セイラ（セイラ・マス）
声 - 原えりこ
ラクロアの美しい女騎士。三種の神器を守る家系であったことから呪いによりスライムアッザムに変えられていた。サタンガンダムを倒したことにより呪いが解け、人間に戻った。騎士シャアは実の兄。伝説の巨人以降、戦いの場から身を引いているようだ。
HPは320と、人間種の騎士では能力が高い方。
謎の騎士シャア（シャア・アズナブル） / 黄金の騎士（百式）
声 - 池田秀一
ユニオン族・ジオン族のどちらにもつかない騎士。愛馬ファルメル (ファルメル）を駆る。行方不明になった妹と、自らにかけられた呪いを解く方法を探して旅をしている。
「伝説の巨人」ではその醜い獣の姿を隠すために黄金の騎士（一部玩具では「騎士百式」）となって騎士ガンダム達に手を貸す。
「光の騎士」では、ルフォイの星の水晶を使いムーア界に突入し、ジークジオンにサイコゴーレムの魂で攻撃を加え、スペリオルドラゴン復活の時間を稼いだ。
後に『聖機兵物語』で軍師クワトロとして登場し、『機甲神伝説』終盤まで打倒ジークジオンのためにあえてネオジオン族に所属していた。
初登場時のHPは500で、伝説の巨人編にて、騎士ガルバルディβの攻撃で負傷し獣の素顔を晒してしまう（HPは250に低下）。その後、黄金の鎧を身にまとい、黄金の騎士として再登場。このときのHPは400で、自分の正体を見た騎士ガルバルディβを見事討ち果たした。光の騎士編では、サイコゴーレムの魂が宿る水晶でムーア界に突入する。このときのHPは1000を誇る。
- アニメ：「ラクロアの勇者」では物語の当初から伝説の石版を欲しており、事ある毎に騎士ガンダム一行の石版を奪うために襲撃する。「伝説の巨人」では騎士ガルバルディβとの戦闘中に兜が外れ、獣のような素顔を見られてしまったため黄金の鎧を身に纏って正体を隠し、騎士ガルバルディβを付けねらう。物語終盤、陽の光を剣に反射させて真実の鏡へと導き、光の弓と矢、そしてサイコゴーレムの額の水晶へと光の道筋を作った。いずれも名のある相手を倒しているが、そのほとんどが不意打ちによる勝利である。

- ナイトガンダムカードクエスト：黄金の騎士し火炎攻撃の魔法メガバズ（メガ・バズーカ・ランチャー）使用マッドゴーレム攻撃。

#### アルガス騎士団
最終決戦にてジークジオンにとどめを刺そうとするスペリオルドラゴンに対して、自分達の残りの全ての力を与え、融合した。
- アニメ：黄金の間で騎士ゼノンマンサ及びジオン親衛隊と戦うものの、ほとんど相打ちに近い状況になる。
- 漫画（ほしの竜一版）： 白銀の間でシャドウモンスターと相打ちになる

剣士ゼータ（Ζガンダム）
声 - 辻谷耕史
愛馬アーガマ (アーガマ)を駆るアルガス騎士団騎馬隊隊長。アルガス一の剣術の使い手とされている。闘士ドライセンとの戦いで龍の盾を得る。元騎士である法術士のニューは兄弟子。
初登場時のHPは650。
元祖SD No.63。名義はアルガスナイトＺ（ゼータ）となっている
漫画（ほしの竜一版）： 最終的にはアレックスとカミーユ王子に持っていかれてはしまうもののアレックスを除き正統派な剣士のガンダム族である為か３章の主役であるアムロと共に不在である騎士ガンダムの代わりに実質的なW主役を務めている。
闘士ダブルゼータ（ΖΖガンダム）
声 - 梁田清之
アルガス騎士団戦士隊隊長。アルガス一の怪力の持ち主。呪術士キュベレイとの戦いで獅子の斧を得る。レイク山で騎士の修行をしていた所をアレックスによってスカウトされる（小説内表現では「騎士としての才能は無いが力は強いのでつれて行こう」）。ブリティス王国に遠縁がいることが後々の展開で判明した。
初登場時のHPは680。
元祖SD No.74。
- 漫画（ほしの竜一版）：少々四国弁交じりの話し方をする。アニメやゲームで見られるような無思慮、乱暴、短気な面はあまり見られない。
- ゲーム：ファミコンソフト「SDガンダム外伝 ナイトガンダム物語2 光の騎士」では隊員達は勿論ジオン族の間でも単細胞という事が伝わっており、敵方の合言葉としても「ダブルゼータはおおまぬけ」という単語が通っている事を知ってしまい憤慨する。

法術士ニュー（νガンダム）
声 - 遠藤章史
アルガス騎士団法術隊隊長。騎士バウとの戦いで梟の杖を得る。アルガス一の法力の持ち主。
実家が騎士の家系である為元々はアレックス直属の騎士団に所属していたが、僧侶ガンタンクIIに実力を見出されて以降法術士としての道を歩む。騎馬隊のゼータとリ・ガズィは弟弟子で従兄弟。
初登場時のMPは700。
元祖SD No.66。
- 漫画（ほしの竜一版）：ガンダム族は魔法使いのいない種族とされている。本人曰く｢ガンダム族ながら魔法を使えるのでニュー(新しい、という意味の)｣が名前の由来。

騎士アレックス（ガンダムNT-1）
声 - 菊池正美
アルガス騎士団長。3人の部下の衝突には頭を悩ませていた。ムンゾ帝国に捕らわれて岩のボディに封印されてしまっていた。歴代でもっとも年若く就任した団長の一人で、就任当時にキャトルウッドに出会い、力と技と魔法のバランスを知る。
封印時のHPは150だが、光の騎士時点では真の力を取り戻し、HPは1900となっていた。
元祖SD No.73。
- アニメ：冒頭で敵に鹵獲された為、アムロは騎士団長代行になっている。導きのハープを所持(妖精族に伝わるハープである以外、公式では最終章時点で誰がラクロアに持ち込んだかは不明)。
- 漫画（ほしの竜一版）：MIA状態になり団長席は空白となっていた。後に生存が判明したものの、団長として復帰したかどうかは書かれていない、アムロには先代騎士団長として紹介された。
- ジオダンテに取り込まれたカミーユ達を救う為に一時的にスペリオルドラゴンの光の剣を召喚するオリジナル展開がある。
- ゲーム：ファミコンの光の騎士では騎士ガンダム（バーサル騎士ではない）や騎士アムロと共にアルガスの警備や安定に尽力している三人の代わりに先行して合流し導きのハープを手に入れる為ゲームオリジナルの5章での事件解決に奔走する（よってハープは代々所持していない）
- 必殺技は漫画版のビグザム戦の台詞から来たネーミングの『アルガス怒りの剣』でSRWBXでもやや攻撃方法は違うものの採用された。
- GBソフトラクロアンヒーローズでは発売時期と活躍の関係かアルガス騎士団3人と違い登場しない。

#### ジオン族
闇の皇帝ジークジオンを盟主にする一族。本来はモビルスーツ族によるスダ・ドアカワールドの統治を目的としていたが、ジオン族の中にも人間族が存在していることから、その真の目的はスダ・ドアカワールドの制圧にあった。ムーア界と呼ばれる世界に彼らの拠点がある。
闇の皇帝ジークジオン（ジオン公国の国章 / ザクレロ）
声 - 池田勝
ジオン族の皇帝。物語の背後で暗躍し、エンブレムの姿で指令を出していた。
機甲神伝説で明らかとなる正体は迫害の怨念で変化したモンスターザクレロキャットが変貌した姿。
MPは幻影時は500だが、本体は26000を誇る。エンブレム姿は科学忍者隊ガッチャマンに登場する敵ボス、総裁Ｘのパロディ。
騎士シャアが呼び出したサイコゴーレムの魂に動きを抑えられ、スペリオルドラゴンに急所を貫かれて絶命したかにみえたが、『機甲神伝説』でも黒幕として登場する。
- アニメ：「伝説の巨人」では幻影の姿で登場し、巨人サイコゴーレムを覚醒させた。その後、「アルガス騎士団」では物語の冒頭でアルガス騎士団とムンゾ帝国魔法部隊との戦いの最中に赤いエネルギー空間を発生させ、呪術士キュベレイに騎士アレックスを拉致させるきっかけを作る。また、コンスコン王の玉座に、幻影の姿で張り付いていた。その後、ムーア界では皇帝の間において正体を明かし、邪魔なアルガス騎士団を自分の側近もろとも奈落の底へと突き落とした。口から青白い炎を放ち、生まれたての騎士スペリオルドラゴンを消し去ろうとしたが、騎士シャアが持つサイコゴーレムの水晶で動きを封じられ、何とか拘束から脱したものの、直後に完全に覚醒した騎士スペリオルドラゴンに腹部のエンブレムを貫かれて消された。口から炎を放つ時は、背中の突起物が発光するという特徴がある。
- ナイトガンダムカードクエスト：真の力解放しジークジオンギガンテス登場し

魔王サタンガンダム / モンスター ブラックドラゴン / ネオブラックドラゴン（オリジナル）
声 - 松本保典
スダドアカ・ワールドの支配を企む魔王。
騎士ガンダム同様、正体はスペリオルドラゴンの片割れであり、武者頑駄無真悪参(の悪の心)である。真悪参の悪の心が分裂した際、地上の仮の肉体としてブラックドラゴン(竜)と融合した直後をジークジオンによって洗脳された(融合前の火の玉の時点でガンダムと呼ばれる)。サタンガンダム自身の性格として、やや豪快で陽気、酒は強く普段はなりを潜めるが少しだけうっかりもの。騎士ガンダム同様に時折身に覚えの無い記憶に悩まされている。
騎士ガンダムによって炎の剣が刺さったまま火口に落ち死亡したかに思われたが、魂は戦士ガンキャノンに憑依し、肉体はドラゴンベビーとなった。魂と肉体がひとつになり、さらに炎の剣と融合しネオブラックドラゴンとして復活した。
HPは1200（サタンガンダム）、9999（ブラックドラゴン）、13000（ネオブラックドラゴン）。なお、カード自体にはブラックドラゴンの戦闘力はデータ不明とあるが、戦士ザクのセリフの中に彼の実力を示すものがある。
元祖SD No.35/No.0004（ブラックドラゴン 商品名は「サタンガンダム恐怖の正体」）、No.71（ネオブラックドラゴン）
- 漫画（ほしの竜一版）：騎士ガンダム同様に豪快で、しゃれっ気がある。ジークジオン配下では彼はドラゴン族の長として分類・認識されており、他の人物からは同格扱いされている（先発隊らしきもの）。ドラゴンベビーに対してはある意味、親ばか。
- アニメ：魔道士ララァを従えて登場する。僧侶ガンタンクを排除し、騎士ガンダムを相手に髑髏状の杖からの稲妻で追い込んだが、石板の力で三種の神器を得た騎士ガンダムに額を刺されて燃え上がり、地面に倒れ伏した。だが、まだ彼は死んではおらず、モンスターブラックドラゴンへと変身。やはり魔王の時と同じく杖からの稲妻で追い込んだものの、騎士ガンダムが最後の力を振り絞り、弱点である六芒星を貫かれて火山の爆発とともに消え去った。その後、ムーア界のティターンの魔塔の最上階で再生。バーサル騎士ガンダムと運命の再会を果たした。攻撃能力が多彩になっており、角や腹部の球体、しっぽから放つ光線や、体の一部と化した炎の剣で追いつめるものの、バーサル騎士ガンダムの言葉に少なからず動揺し、最後は光に包まれて彼と融合し、元の姿に戻った。
- ゲーム：ファミコン版では伝説の巨人を倒した後のオリジナルのラスボスとして当時展開していなかった光の騎士のネオブラックドラゴンに先駆け、ジークジオンの魔力で復活し地底のジオンの居城ゴルゴダで騎士ガンダムを待ち受ける。何故か復活した方はサタンガンダムとは別個体として登場する。
- GBソフトラクロアンヒーローズでは伝説の巨人を倒した後に騎士ガンダム達と戦うなど順番が入れ替わっておりラスボスを務める。
- ナイトガンダム カードダスクエスト：真の力解放しドラゴン形態で変身

ドラゴンベビー（オリジナル）
声 - かないみか
火口に落ちたブラックドラゴンの肉体が「炎の剣」の力で変化して新たな命を得たもの。ブラックドラゴンを父と考え、その形見として「炎の剣」を所持。
MPは-10。
- 漫画（ほしの竜一版）：言葉使いは「～ピ（だっピー）」。周囲からはサタンガンダムの息子として広く認知されており、父が倒されてからはドラゴン族復興の為に騎士ガンダムと戦う。伝説の巨人では誤って火のついた石のしずくに転落、それを追い父が飛び込んだ後はムーア城にてネオブラックドラゴン（父との合体）として登場。騎士ガンダムと戦いたくないと離反したものの、父がジークジオンに操られた際致命傷を負い、父を止めてほしいとバーサル騎士に命の玉を託す。漫画版展開として、ベビーはサタンガンダムとの部分的合体(背中の翼)をしており、ベビーの命の玉（ドラゴン族の命の源）は実は本来騎士ガンダムの物であり、騎士ガンダムとサタンガンダム融合の繋ぎ役となっている。
- アニメ：「伝説の巨人」ではなくて、「光の騎士」の冒頭で登場。炎の剣が突き刺さっている地中から登場し、炎の剣を抜くものの、雷に打たれて黒こげになる。

### ラクロアの勇者編
妖精ジムスナイパーカスタム（ジム・スナイパーカスタム）
声 - 高木渉
騎士ガンダム一行が森で出逢った妖精（エルフ）。弓の名手で、森の平和を守るために一行と行動をともにする。妖精は不老のため、後に『黄金神話』にも登場。その時はスペリオルドラゴンの死に懐かしい気配を感じ取る。HPは320（「ラクロアの勇者」）及び350（「伝説の巨人」から）。
戦士スレッガー（スレッガー・ロウ）
ユニオン族の戦士。HPは400。戦士でありながら、その実力はジオン族の騎士にも匹敵するほど。
ファミコンのゲーム版、横井孝二の元祖SDガンダムでは騎士ガンダム一行と冒険する仲間として活躍するが旅の途中でケガを負い引退して船乗りとなる。

天馬ホワイトベース（ホワイトベース）
騎士アムロの駆る空を飛ぶ聖なる馬。ユニオン族の騎士にしか乗れない。
・ゲーム：ファミコン光の騎士でははぐれガゥーダが匿っていた子供の正体という事になっており前作にも登場するラクロアの者と同じ存在かは一切不明である。ラクロアンヒーローズでは石化した状態で登場するがサタンガンダムの城へ渡る唯一の手段となる。
宿屋ミライ（ミライ・ヤシマ）
ラクロアにある宿屋の女将さん。
鍛冶屋テム（テム・レイ）
対価さえ払えば敵味方関係なく誰の武器でも治す鍛冶屋。
・ゲーム：ファミコン版ではとくしゅなてつというアイテムを渡すと武器を作ってくれるが短剣のような今更なものしか作ってくれない存在意義の怪しいイベントがある。アプリ移植版ではちゃんとしたアイテムを作ってくれる。
続編の光の騎士では家宝の兜という最上級のアムロ専用防具を修理するイベントがある。
・漫画：ほしの竜一の漫画伝説の巨人編ではナイトガンダムのナイトソードを修理したという会話のみで登場する。
横井孝二の元祖SDガンダムでは原作を意識してか騎士アムロの実父という設定になっている。
少年アル（アルフレッド・イズルハ）
ラクロアに住む少年。横井孝二の元祖SDガンダムにしか登場しないがナイトガンダム一行やアムロの修行の旅についていったりする見せ場がある。
騎士サザビー（サザビー）
声 - 梁田清之（OVA版） / 子安武人（SDガンダム GGENERATION ETERNAL）
サタンガンダムの側近として「ラクロアの勇者編」に登場。常に魔王のそばで守りを固めている騎士で、サタンガンダム、騎士ガンダム、騎士シャアに次ぐ高い戦闘能力を誇っている。サタンガンダムの部下としては最強で、接戦の末に騎士ガンダムに倒された。HPは490。
- アニメ：ジオンブラック城に侵入してきた騎士ガンダム一行の前に立ちはだかり、戦士ガンキャノンと戦う。戦士ガンキャノンの斧を弾き飛ばし、徹底的にいたぶるが、突如戦いの場に乱入してきた騎士シャアによって不意を突かれ消される。特に魔王の側近であるような描写はない。
- 漫画（光の騎士 前史）：ジークジオンの魔力によりファントムサザビー（ナイチンゲール）として復活。MP1490であることが新約で示された。三種の神器の内、霞の鎧と力の盾を破壊するが、バーサル騎士にパワーアップした騎士ガンダムに倒された。

元祖SD No.36。
騎士ランバ・ラル（ランバ・ラル+グフ(鎧甲)）
ジオン族の武人、 愛馬ギャロップ (ギャロップ)を駆る。もともとは武勲をあげた猛将だったが、なぜかサタンガンダムに味方している。HPは370。騎士グフとは仲が良く、騎士ギャン、騎士グフとともにジオンブラック城への最終防衛線を守っている。
騎士ギャン（ギャン）
プライドの高い卑怯な騎士。円形のシールドで身を守り、フェンシングのような剣を扱う。騎士グフとともに、城への最終防衛線を守る。HPは340。後にネオジオン族の手により、幽騎士ギャンとして再生を果たす。
- アニメ：騎士ガンダム達をスライムアッザムの群れから救い出した裏切り者のスライムアッザム（実際には魔王サタンガンダムの手により姿を変えられていた騎士セイラ）を処刑しようとし、人質にとり、騎士ガンダムたちに手出しできないようにしてから仲間の騎士グフに攻撃させた。だが、直後に騎士シャアの乗る馬に蹴飛ばされ、形勢不利と見るや、騎士グフととも一目散に逃走した。
- ナイトガンダム パズルヒーローズ：ジークジオンの魔力によりファントムギャンとして復活。

騎士グフ（グフ）
声 - 鈴木宏之
サタンガンダムに操られる騎士。実は赤い剣のほかに、鞭を隠し持っているらしい。騎士ギャンとともに城への街道を守る。HPは390。
- アニメ：スライアッザムの洞窟から抜け出した騎士ガンダムたちを背後から襲う。騎士ギャンにスライムアッザムを人質に取られ、手出しできない騎士ガンダムたちを徹底的に痛めつけたが、騎士シャアの登場により形勢不利と判断。騎士ギャンとともに逃走した。キャストクレジットでは騎士ではなく戦士となっている。
- ナイトガンダム パズルヒーローズ：ジークジオンの魔力によりファントムグフとして復活。

騎士ゲルググ（シャア専用ゲルググ）
声 - 星野充昭
ジオン族の騎士。ジオンブラック城内を守っている。スピードとパワーのバランスがとれた騎士で、スピアが自慢。HPは440。後にネオジオン族の手により、リベンジモンス騎士ゲルググとして再生し、同じく甦った呪術師メッサーラと襲い掛かる。騎士ギャンとは仲が悪いらしい。
- アニメ：ジオンブラック城に侵入した騎士ガンダムたちと最初に戦う。妖精ジムスナイパーカスタムと戦い、彼の弓矢が切れた時点で反撃に転じ、あと一歩というところまで追いつめるが、騎士アムロ、騎士セイラ、騎士シャアの登場に形勢不利と判断し、逃走した。
- 漫画（ほしの竜一版）：戦士ドムと共にジャイアントジオングに先駆けてララァの魔力により巨大化した状態で登場し騎士ガンダム一行とセイラが変化したスライムアッザムを追い詰める。夢中空域、魔法剣乱星斬、彗星斬、超彗星ゲルググミサイルなどの多彩な技を持つ。

騎士ジオング / モンスタージャイアントジオング（パーフェクトジオング）
ジオン族の騎士で、サザビーを除けば、サタンガンダムの手下の中では最高の能力を誇る。また、自分の身が危うくなると、さらに力が増した「ジャイアントジオング」へと変身する。HPは460。ジャイアントジオングはHP480。ネオバトル及びファミコン版に「グレートジオング」なる強化種族が存在している。
- アニメ：いきなりモンスタージャイアントジオングの姿で出現する。ジオンブラック城の階段の踊り場で待ち構えており、騎士アムロとペガサスホワイトベースと戦った。自慢の怪力で騎士アムロ、天馬ホワイトベースを絞めつけたり、振り回したりしたが、騎士セイラのスピアで背中を突かれて階下に落下。その後追ってきた二人から逃げようとするが、突如頭上から現れた騎士シャアに額を貫かれて消されてしまった。
- 漫画（ほしの竜一版）：アニメ版同様、ジャイアントジオングとして登場するため、騎士ジオングでは登場しない。伝説の巨人編ではドラゴンベビーの魔力で復活するというオリジナル展開があり新たに頭部を外したブーメラン攻撃を使う様になったが介入してきた巨人に踏みつぶされて死亡する。

戦士ドム（ドム）
声 - 星野充昭
ジオン族の下級戦士。能力はそこそこ。力自慢である一方動きは鈍い。重装備で、ポールアックスを武器としている。HPは230。
- アニメ：森の中で僧侶ガンタンクの前に立ちはだかる。自慢のポールアックスで何本もの大木を切り倒し、退路を断たれた僧侶ガンタンクにとどめを刺そうとするが、妖精ジムスナイパーカスタムが出現し、彼の弓矢を受けて逃走する。曰く、「飛び道具にはかなわん」

戦士ザク（ザクII）
ゴブリンザクの中でも特に高い能力を持つ者たちが、正式に武器、防具を与えられて戦士となった姿。ジオン族の最下級戦士だが、なぜか、ブラックドラゴンの真の力を知っている。HPは90。
- アニメ：ワンシーンではあるが、登場している。

戦士黒い三連星（黒い三連星）
森に出没する山賊。もともとは城の戦士だったようだが、落ちぶれて野盗となった。HPは260。
・アニメ。元々は登場予定があったが没になったという事が公式アニメの設定資料集で判明している（注）
モンスターキラーズゴック（シャア専用ズゴック）
声 - 橋本博（現・橋本浩志）
水辺から突如出現したモンスター。サタンガンダムの手下のモンスターでは最強で、鋭い爪による一撃が厄介。HPは290。ネオバトル及びファミコン版（ただし、データ上のみで、普通にはエンカウントしない）に発展タイプである「マーマンズゴック」が登場する。
- アニメ：石板の欠片を奪った騎士シャアを追いかける騎士ガンダムたちの前に出現する。モンスタークラブマラサイとともに、戦士ガンキャノンに襲い掛かるが、騎士ガンダムの手により湖へと投げ込まれてしまう。

モンスタークラブマラサイ（マラサイ）
ジオン族の水棲モンスター。タートルゴッグよりも、さらに固い殻に閉じこもる。横にしか動けないという致命的な弱点を持つ。HPは210。
- アニメ：湖から出現。騎士シャアを追いかける一行の前に立ちはだかる。戦士ガンキャノンの頭上で回転させられ、湖へと投げ込まれた。

モンスタースケルトンドーガ（ギラ・ドーガ）
洞くつに潜むアンデッド。頭をつぶさない限り、何度でも甦る。HPは270。伝説の巨人では一度に3体で登場することも。その時のHPは420。ネオバトル及びファミコン版に類似種の「アンデッドドーガ」が存在している。
- アニメ：アニメでは「ラクロアの勇者」のみで登場。2匹登場し、スライムアッザムの群れの中で身動きが取れない妖精ジムスナイパーカスタムや戦士ガンキャノンを攻撃するが、最後は戦士ガンキャノンの手によって粉々に砕かれた。「ドーガドーガ」と奇声を発するのが特徴的。

モンスターバウンドミミック（バウンド・ドック）
洞窟で宝箱に擬態しているモンスター。宝箱に擬態しているだけあって、表皮はやたら硬い。HPは240。
- アニメ：石板を奪った騎士シャアを追いかける一行の前に立ちはだかる。騎士アムロを空中から翻弄したが、最後は自分のカギを奪われて動けなくなる。

モンスターワームアッグガイ（アッグガイ）
伸縮自在の指で獲物を捕まえる。城の料理人、ツチダを食べようとしている。HPは130。
- アニメ：モンスターゴブリンザクやモンスタータートルゴッグとともにフラウ姫を襲うが、騎士ガンダムにより湖へと投げ飛ばされてしまう。

モンスタータートルゴッグ（ゴッグ）
水中から現れた巨大な亀。甲羅は当然固い。爪で切り裂こうとする。HPは170。
- アニメ：湖から突如現れ、自慢の爪でフラウ姫を襲おうとするが、騎士ガンダムの投げた剣により爪がなくなり、スピアで湖へと投げ飛ばされた。

モンスターゴブリンザク（ザクII）
ジオン族の最下級モンスター。一応斧と盾を装備しているが、能力は低く、人間族の戦士にすらかなわない。HPは50。様々な類縁種が存在しており、「伝説の巨人」編に出てくる「シーフザク」のほか、ネオバトル及び『大いなる遺産』には「パイリットザク」が登場している。
- アニメ：冒頭でフラウ姫を追いかけまわしている。だが、騎士ガンダムが登場し、仲間のモンスターが彼に撃退されたのを見て逃走する。

魔道士ララァ（ララァ・スン）
声 - 林原めぐみ
謎の騎士シャアに付き従う魔道士。ジオン族の魔法使い系ではかなりの能力を持つ。MPは470。いにしえの呪文を唱えれば、力は倍増するらしい。軍師クワトロの背後に彼女の霊がある。
- アニメ：騎士サザビーに代わり、彼女が魔王サタンガンダムの側近である模様。状況報告などを行っていた。魔王サタンガンダムに階下へ突き落された僧侶ガンタンクを攻撃しようとするが、そこに騎士シャアが現れ、魔力をこめた水晶玉を落としてしまい、その後の消息は不明。資料や書籍、ゲームなどで様々な設定が存在する彼女だが、騎士シャアと面識があるという面では同じだったらしい。
- ゲーム：SFCソフト『大いなる遺産』、GBソフト『ラクロアンヒーローズ』では原作通りの性格でシャアを慕っておりサタンガンダムに協力させられ悲劇的な運命を辿る。

モンスタースライムアッザム（アッザム）
声 - 巻島直樹
「伝説の石板」の欠片を持っていた。正体は呪いをかけられた騎士セイラ。様々なタイプがおり、基本的なHPは90だが、カードダスのアッザムは石板の欠片のおかげで190にまで成長している。後のムーア界では、7体でHP630の状態で出現する。
- アニメ：石板の欠片があるとされる洞窟に大量に出現する。

### 伝説の巨人編
武闘家ネモ（ネモ）
声 - 山下啓介
ラクロア騎士団の武闘家。HPは200。棍を使いこなす。スピードに長けている。
後のシリーズでは拳聖ネモとして再登場する。
妖精キッカ（キッカ・キタモト）
声 - かないみか
巨人の秘密を知る妖精。光の弓と矢を召喚できる。HP10。
踊り娘キャラ（キャラ・スーン）
ニセ予言者の予言に従うと出会う踊り娘。HP60。
予言者アレクサンダー（テム・レイ）
声 - 沢りつお
ニセ予言者。HP40。
予言者ハモン（クラウレ・ハモン）
声 - 原えりこ
ニセ予言者。HP30。
予言者サラサ（サラサ・ムーン）
声 - 麻見順子
本物の「ルフォイの星」。伝説の巨人を蘇らせることの出来る水晶の玉を持っていた。HP100。
スーパーファミコンソフト『SDガンダム外伝 ナイトガンダム物語 大いなる遺産』では青い水晶が隠された洞窟に行くため一時的にパーティキャラとなる。
神官マクベ・カッツェ（マ・クベ）
声 - 江原正士
ジオン族の神官。スダドアカ・ワールドを支配するために伝説の巨人を甦らせようと企む。ベルク･カッツェのパロディ。独特の口調で話す。MPは330。
- アニメ：呪術士メッサーラ、騎士ガルバルディβとともに、伝説の巨人を使ってラクロアを廃墟とした張本人。特に魔法を使うような描写はなかった。巨人マッドゴーレムが倒され、武闘家ネモの攻撃を受けて闇の皇帝ジークジオンに助けを求める。巨人サイコゴーレム敗退後の消息は不明。
- 漫画：黄金の騎士との一騎打ちで呪いをかけるが既により強力なジークジオンの呪いがかけられたシャアには効かず斬殺される。

呪術士メッサーラ（メッサーラ）
声 - 星野充昭
ジオン族の呪術士。騎士ガルバルディβやマクベ・カッツェと手を組む。攻撃呪文を専門に扱う呪術師で、ムービルフイラを唱える。奪った水晶玉で、サイコゴーレムをコントロールしていた。MPは430。後にネオジオン族の手により、リベンジモンス呪術師メッサーラとして再生する。
- アニメ：物語序盤で騎士ガルバルディβ、神官マクベ・カッツェとともに巨人サイコゴーレムを魔法で操り、ラクロア王国を破壊していた。その後、砂漠でラクロアの戦士たちと配下のモンスター軍団との戦いを見かねて乱入。得意の魔法で流砂を発生させ、武闘家ネモ、妖精ジムスナイパーカスタム、戦士ガンキャノンの三人を連れ去った。騎士ガンダム、騎士セイラ達が石の城にたどり着いた時、人質に取った三人の姿を投影して見せ、手出しできないようにしていたが、そこに黄金の騎士が乱入。撤退する途中に神官マクベ・カッツェの要請で巨人マッドゴーレムを覚醒させる。巨人サイコゴーレムが妖精キッカの説得で一時的に動きを止めたのを見て、凶暴化する魔法を放ったが、その直後黄金の騎士に額を貫かれて消された（彼にムービルフィラを放とうとしたが、詠唱途中で杖の先端を切断された）。
- ゲーム：ファミコン版1作目では騎士ライラと組んで彼女が襲われているフリをさせ神器とマッドゴーレムが待ち受ける巨人の洞窟へと向かわせるが一行が無事に帰還すると2体で襲ってくる。後に実質的なラストダンジョンである石の城で量産型雑魚として再登場。
- SFC大いなる遺産では石の城でガンダム達と対峙するが黄金の騎士がメッサーラを食い止めて先へ進むため戦う事はない（そのままフェードアウトする為描写は無いが恐らく他媒体と同様の結末をたどったと思われる）
- ５章以降で騎士サザビー、ガルバルディβ、と共にフィールドやダンジョンに量産されて登場する為そこでガンダム達と初めて戦う事になる
- ナイトガンダムカードクエスト：自分の魔法でモンスター　アイアンメッサーラ変身

巨人サイコゴーレム（サイコガンダム）
かつて世界を破壊しかけた伝説の巨人。ジークジオンの魔力によって復活した。本来は心優しく、戦いを好まない性格である。石の城で眠りに就く。MPは2000。光の弓矢に弱い。『新約SDガンダム外伝 創世超竜譚』にて、創世の時代に妖精ナドレが使役していた巨人ヴァーチェゴーレムが本来の姿であり、世界を破壊しかけた伝説とは覇界神バロックガンの軍勢を地下奥深くに封印するために起こした天変地異であった。
- アニメ：ジオン族の手により無理やり覚醒させられ、ラクロアを破壊した。その後、石の城で溶けてしまったマッドゴーレムの泥の中から出現し、騎士ガンダムたちを相手に大暴れした。一時は妖精キッカの説得でおとなしくなったが、呪術士メッサーラの魔法で再び凶暴化。最後は妖精キッカの苦渋の決断により手に入れることができた光の弓矢に額の水晶を貫かれて崩れ落ちた。
- ゲーム：ファミコンソフトの1作目では光の弓矢関連のイベントを進めずに石の城に入れるが強制的にゲームオーバーとなる。なぜかこちらを倒した後に破れかぶれとなったマクベ・カッツェとの連戦となりミノフスキーという弱点を差し置いてもあちらの方が能力が高いという異様な事態となっている。
- GB版では命中率が低い光の弓矢が当たるか否かという事が勝敗を決める特殊な戦いとなる。後述のSFC版同様無理やり倒す事も可能だが難易度は高い。
- 大いなる遺産

巨人マッドゴーレム（サイコガンダムMk-II）
ジオン族がサイコゴーレムを模して作り出した偽の巨人。泥の巨人である。後のムーア界で、門番として多数のクローンが出現する。ムーア界で遭遇するタイプはHP480。
- アニメ：呪術士メッサーラの魔法により、石像の中から出現する。騎士ガンダムをたたきつけるなど、そのパワーを見せつけたが、弱点である炎に焼かれて溶けてしまった。光の弓と矢を導く真実の鏡を守護しており、鏡をその体内に隠していた。
- ゲーム：大いなる遺産では王族を捕え支配したペルガミノ城地下を捜索したガンダム達を襲ってくる。本作では５章以降での入手となる電磁スピアをまれに落とす。
- ナイトガンダムカードクエスト：全身泥ではなく骨組となるゴーレムに泥の外装を塗っていたその正体はマッドゴーレムボーン（サイコガンダムMk-III）現れて

騎士ガルバルディα（ガルバルディα）
声 - 沢りつお
ジオン族の老騎士。老いているとはいえ、実戦経験が豊富なベテラン騎士でもある。石の城の周辺を守っており、スピアが最大の武器。騎士ガルバルディβは息子らしい。HPは310で、老いのためか能力は低め。
- アニメ：砂漠にて初登場する。騎士セイラと一騎討ちを申し込み、ほぼ互角の戦いを展開した。実際の戦闘シーンは2回目の石の城でのものが主で、仲間である呪術士メッサーラが黄金の騎士に消されたのを見て、勝負を切り上げ撤退した。

騎士ガルバルディβ（ガルバルディβ）
声 - 中村大樹
ジオン族の騎士。伝説の巨人編においてもっとも活発に行動していた。メッサーラと手を組み、ルフォイの星から水晶玉を奪った。サラサが語る「赤い騎士」とは彼のことである。石の城を守る騎士では最強。シャアに不意打ちで傷を負わせる卑怯な一面も。HPは380。石の城で黄金の騎士（シャア）と戦い、敗れ去った。
- アニメ：物語冒頭で、予言者サラサから青い水晶玉を奪っていたところ、騎士シャアの不意打ちを食らう。だが騎士シャアが目を離した隙を狙い、背後から飛びかかり、その際に彼の隠された素顔を見てしまったために、彼につけ狙われることとなる。砂漠において騎士ガンダムたちを待ち構えており、彼の指示で、砂の中に隠れていたジオン族が出現した。最後は石の城で黄金の騎士（騎士シャア）と戦い、サイコゴーレムが石の城の壁を突き破って出現した時に注意をそらしてしまい、額を貫かれて消されてしまった。
- ゲーム：水晶を奪ったのち逃げ込んだウォータームーンの塔にやって来たガンダム達と戦う。全体攻撃のメガファンの呪文が脅威となる。後に石の城で雑魚敵として量産され再登場する。
- 大いなる遺産：ペルガミノ王国の地下で巨人計画を遂行する為、入り口を守っている。
- ナイトガンダム パズルヒーローズ：ジークジオンの魔力によりファントムガルバルディβとして復活。

騎士マラサイ（マラサイ）
ジオン族の騎士。サイコゴーレムが眠る石の城の回廊を守っている。HPは360。後にネオジオン族の手により、幽騎士マラサイとしてよみがえる。
- アニメ：騎士ガルバルディβの指示により、砂の中から出現。戦士デザートザクと戦士デザートドムが騎士ガンダムに返り討ちにされた後、背後から騎士ガンダムに襲い掛かるが、軽くあしらわれる。
- ナイトガンダム パズルヒーローズ：ジークジオンの魔力によりファントムマラサイとして復活。

騎士ライラ（ライラ・ミラ・ライラ+ガルバルディβ）
ジオン族の女性騎士。美しい人間族の騎士だが、その実力はモビルスーツ族に引けを取らない。HPは280。
ゲーム：メッサーラと組んで自作自演の被害者を演じてガンダム達をマッドゴーレムの餌食にする為巨人の洞窟へと向かわせる。
GBソフトラクロアンヒーローズでは量産型の雑魚として登場する。
戦士アッシマー（アッシマー）
ジオン族の戦士で、位は低いが砂漠の戦士の中では最強。棍棒を武器とする。騎士ガルバルディαとともに、石の城周辺を守る。HPは240。
- アニメ：騎士ガルバルディβの指示で、砂の中から出現。妖精ジムスナイパーカスタムと一騎討ちし、彼の弓矢を自慢の棍棒ではじき返そうとするが、逆にすべて命中してしまった。

戦士カクリコン（カクリコン・カクーラー+マラサイ）
ジオン族の戦士。なぜか、自分の名前を相手に尋ねてくる。自分を知らない者に対する怒りはすごいが、それほど強くはない。HPは210。
戦士デザートザク（ザク・デザートタイプ）
ジオン族の下級戦士。デザートドムとともに、砂漠でガンダムたちを待ち構えている。能力は低め。HPは110。
- アニメ：騎士ガルバルディβの指示で、砂の中から出現。戦士デザートドムとコンビを組んで騎士ガンダムに襲い掛かるが、あっさりと返り討ちにされてしまった。

戦士デザートドム（ドム・トロピカルテストタイプ）
ジオン族の下級戦士。やはり能力は低め。デザートザクとコンビを組むことが多い。HPは160。
- アニメ：騎士ガルバルディβの指示で、砂の中から出現。戦士デザートザクとコンビを組んで騎士ガンダムに襲い掛かるが、あっさりと返り討ちにされてしまった。

モンスターコックローチバイアラン（バイアラン）
ジオン族のモンスター。砂漠を中心に、広範囲にわたって生息している。ゴキブリなだけに、結構しぶとい。HPは100。
- アニメ：騎士ガルバルディβの指示で、砂の中から出現。モンスタースコーピオンザクとともに素早い動きで突進していったが、武闘家ネモの棍で足をすくわれる形となり、腹を出して転がった。その後、呪術士メッサーラの流砂に巻き込まれたものの、いち早く脱出し、流砂に巻き込まれた仲間を救おうと身動きが取れない騎士ガンダムに襲い掛かるが、あっさりと振り払われる。

モンスターシーフザク（シャア専用ザクII）
ゴブリンザクの類縁種で、3倍の能力を持つ。砂漠を中心に活動しており、盗賊を生業としている。キャラバン隊を襲撃して生活している。HPは150。
- アニメ：騎士ガルバルディβの指示で、砂の中から出現。戦士ガンキャノンと戦うが、いくら斧で殴っても、まったく傷をつけることができず、最後には息を切らしている。

モンスタースコーピオンザク（ザクII）
ジオン族のモンスター。砂漠で暮らしているため、水には弱い。毒を持つ。HPは80。
- アニメ：騎士ガルバルディβの指示で、砂の中から出現。モンスターコックローチバイアランとともに素早い動きで突進していったが、武闘家ネモの棍で足をすくわれる形となり、腹を出して転がった。その後、呪術士メッサーラの流砂に巻き込まれたものの、いち早く脱出し、流砂に巻き込まれた仲間を救おうと身動きが取れない騎士ガンダムに襲い掛かるが、あっさりと振り払われる。

モンスターバウンドウルフ（バウンド・ドック）
ジオン族の番犬。HP520と、伝説の巨人編においては、最強のモンスターでもある。下手な戦士や騎士では、まったく相手にならない。ネオバトル及びファミコン版に「バウンドジャッカル」という類縁種が登場している。
- アニメ：オアシスにたどり着いたジムヘンソン一家を追いかけまわしていたが、騎士ガンダムの放ったスピアでしっぽを突き刺されて逃走する。

モンスターアッザムベス（アッザム）
赤いスライムアッザム。石の城の回廊に生息し、複数で行動する。HPは220。

### アルガス騎士団編
カミーユ王子（カミーユ・ビダン）
声 - 飛田展男
アルガス王国の王子。ムンゾ帝国のユイリィ姫を慕っている。HP100。
ブレックス王（ブレックス・フォーラ）
声 - 飯塚昭三
アルガス国王。騎士団の分裂に頭を抱えている。HP300。
家老ウォン（ウォン・リー）
声 - 滝雅也
アルガス王家に仕える家老。ユイリィを慕うカミーユを諌める。オリジナル同様の修正を行うかは不明である。HP130。
戦士ヘンケン（ヘンケン・ベッケナー+ラーディッシュ）
人間種の戦士で、アムロと一緒なら勝てるかもしれないと考えている。HPは330。
ゲーム：ファミコンソフト「SDガンダム外伝 ナイトガンダム物語2 光の騎士」ではアムロとの一騎打ちで勝つとこちらの力を認め
専用必殺技のユニオン牙翔剣を伝授してくれる。
４章クリア後はカミーユとユイリィが地下室でイチャつく為、別の場所へ移るのでそれ以後は必殺技を教えてもらえなくなる。
精霊キャトルウッド（キャトル）
声 - 永井一郎
アムロに力、技、魔法の三すくみの関係を教えてくれた。MP30。
- アニメ：いがみ合うアルガス騎士団の現状を見て頭を悩ませていた騎士アムロにアドバイスを送り、森の木で作られた龍・獅子・梟を象った武具の存在を教える。
- ゲーム：ファミコンソフト「SDガンダム外伝 ナイトガンダム物語2 光の騎士」ではその口はムーア界ともまた違う異世界オルジリナに通じている。

#### アルガス騎士団騎馬隊
剣士リ・ガズィ（リ・ガズィ）
アルガス騎士団騎馬隊副官。愛馬グレイファントム（グレイファントム）を駆る。HPは580。
- アニメ：剣士ゼータガンダムとともに闘士ドライセンを相手に戦う。闘士ドライセンに槍を砕かれるものの、剣士ゼータとのコンビネーションで見事勝利を収めた。

剣士ジムスナイパーII（ジム・スナイパーII）
アルガス騎士団騎馬隊隊士。剣と槍の名手で、馬上からの攻撃を得意とする。HPは460。
剣士ジムコマンド（ジム・コマンド）
声 - 橋本博（現・橋本浩志）
アルガス騎士団騎馬隊隊士。槍を得意とする。騎馬隊の中ではまだ修行中の身。HPは390。
- アニメ：主に伝令役として活躍。「騎士バウの杖を奪え」という騎士アムロの指示を法術隊に伝令している。そのほか、戦士バーザムの部隊に一斉攻撃をかけていた。カードダスとは異なり仲間が複数いるようで、基本的にアルガス騎士団騎馬隊は彼らが主要な構成員となっている模様。

#### アルガス騎士団戦士隊
戦士リックディアス（リック・ディアス）
声 - 菊池正美
アルガス騎士団戦士隊副官。ダブルゼータに次ぐ怪力の持ち主で、重量の斧と盾を使いこなす。HPは630。
- アニメ：闘士ダブルゼータガンダムとともにムンゾ城内に侵入し、呪術士キュベレイ及び彼女の正体であるモンスターメデューサキュベレイと戦う。闘士ダブルゼータとともに呪術士キュベレイが張り巡らせた結界を破り、対峙するが、装備している楯を獅子の斧で真っ二つにされた。その後メデューサキュベレイの魔法攻撃に耐え抜き、見事闘士ダブルゼータがメデューサキュベレイを倒し、事なきを得た。

戦士ガンキャノンII（ガンキャノンII）
アルガス騎士団戦士隊隊士。特殊な形状の武器を使いこなす、一風変わったところも。HPは550。
戦士ジェガン（ジェガン）
声 - 戸谷公次
アルガス騎士団戦士隊隊士。戦士としては未熟だが、それでも体力は高い。HPは470。
- アニメ：騎士アムロや闘士ダブルゼータたちとムンゾ城内に侵入し、途中で待ち伏せていた魔術士ゲゼ3体と対峙するが、その後の勝敗は描かれなかった。カードダスとは異なり、仲間が複数いるようで、アルガス騎士団戦士部隊の主力メンバーとなっている模様。ちなみにムンゾ城内に侵入して魔術士ゲゼ3体と戦ったのは2名である。

#### アルガス騎士団法術隊
僧侶メタス（メタス）
声 - 菊池正美
アルガス騎士団法術隊副官。特に回復系の魔法が得意。ニューの補佐役として活躍する。MPは450。
- アニメ：法術士ニューガンダムとともに、騎士バウと対峙する。最初はソーラで応戦するが、騎士バウの所持している梟の杖で魔法を無効化されてしまった。その後、騎士バウの梟の杖を弾き飛ばして、法術士ニューとともに合体魔法ギガソーラを放ち、見事勝利を収めた。

僧侶ガンタンクII（ガンタンクII）
アルガス騎士団法術隊員。騎士団の中では最も年齢が上だが、魔力は衰えていない。MPは370。
修行僧ジムキャノン（ジム・キャノン）
声 - 喜多川拓郎
アルガス騎士団法術隊員。ベマサキという治癒呪文の使い手。まだ修行僧であるため、MPは250と低め。
- アニメ：アルガス騎士団のムンゾ城攻略の際に、兵士ハイザックの部隊と交戦する。物語終盤において、一斉攻撃を行い、兵士ハイザックの部隊をほぼ壊滅状態へと追い込んだ。カードダスとは異なり、複数いるようで、法術隊の主力メンバーとして活躍していた。

#### ムンゾ帝国
モンスター ジオダンテ（ジ・O / ビオランテ）
ムンゾ帝国の玉座がコンスコン王とユイリィ姫を取り込み変身したモンスター。追い詰められたコンスコンが、ジークジオンに助けを求め、その直後怪物化した。ジオン三魔団を打ち破り、龍の盾、梟の杖、獅子の斧を獲得したアルガス騎士団により倒される。HPは3000。
- アニメ：コンスコン王とユイリィ姫を飲み込み、誕生。誕生した直後、いきなり目のような部分から熱線を放ち、王室を消滅させている。再生能力もあり、騎士アムロの剣で腕のような部分を斬られても、また新しいものに生え換わっていた。アルガス騎士団と対決し、一時は闘士ダブルゼータを体内に取り込んだり、バリアを展開したりしたが、内部からは闘士ダブルゼータの攻撃、外からは法術士ニューの魔法を食らい続け、さらに熱線も剣士ゼータの龍の盾で防がれてしまい、ついに力尽きて消された。
- ナイトガンダム カードダスクエスト：ジークジオンの魔力でモンスター ジークジオダンテがパワーアップ変身した！

コンスコン王（コンスコン）
声 - 峰恵研
ムンゾ帝国の王。ジオン族に取り入ろうとしていたジークジオンの傀儡。HP90。
ユイリィ姫（ファ・ユイリィ）
声 - 矢島晶子
ムンゾ帝国の王女。アルガス王国のカミーユ王子を慕っている。HP30。
侍女ハマーン（ハマーン・カーン）
声 - 榊原良子
ユイリィに仕える謎の侍女。HP40。
ゲーム：ファミコンソフト「SDガンダム外伝 ナイトガンダム物語2 光の騎士」ではなぜか氷の洞窟におりボスを務めている。
本作ではカミーユとユイリィの仲に嫉妬している事をアムロ達に指摘され逆上して襲い掛かってくる
こちらの能力を調べるハマーンのメガネを使用するだけで難なく勝てる相手で前述のメガネをアイテムとして落とす。

##### ジオン三魔団
ムンゾ帝国に所属するジオンの幹部。龍・梟・獅子の装備はそれぞれの弱点を補うように装備しているため、真の能力を発揮できていない。
闘士ドライセン（ドライセン）
声 - 喜多川拓郎
ジオン三魔団の一人。龍の盾を持つ。ムンゾ帝国の戦士部隊を率いている。腕力はあるが、剣士や騎士を中心とした素早い動きには弱く、翻弄されやすい。HPは1200（800+龍の盾400）。
- アニメ：カミーユ王子救出後、壁を突き破って出現。闘士ダブルゼータを弾き飛ばし、剣士ゼータの剣や剣士リ・ガズイの槍をへし折るなど、その圧倒的な力を見せつけたが、最後は剣士ゼータと剣士リ・ガズイのコンビネーションで倒された。剣士ゼータに渾身の一撃がかわされていることから、やはり素早い動きは苦手なようだ。
- ナイトガンダムカードクエスト：龍の盾を取り込んで変身モンスタードライセンシュタインした！

騎士バウ（バウ）
声 - 星野充昭
ジオン三魔団の一人。愛馬グワンバン (グワンバン）を駆る。梟の杖を持つ。ムンゾ帝国の騎馬部隊を指揮している。持ち前の機動力が自慢で、素早い動きで敵を翻弄するが、魔法だけはかわしきれない。HPは1100（750+梟の杖350）。
- アニメ：アルガス騎士団騎馬隊の前に立ちふさがるが、彼らが自分を無視していったことに驚愕する。その後、法術士ニューと僧侶メタスと対戦し、所持している梟の杖で魔法を無効化したものの、僧侶メタスの体を張った行動で梟の杖を弾き飛ばされてしまい、合体魔法ギガソーラを受けて倒される。
- 漫画（ほしの竜一版）：カミーユとユイリィ姫の前に現れ彼等を唆す。ジオン殺法裂気風刃、千流万物斬などの槍技の使い手。
- ゲーム：スーパーファミコンソフト「SDガンダム外伝 ナイトガンダム物語 大いなる遺産」では洞窟を抜けた直後に騎士アムロを襲うが剣士ゼータに阻まれる。貧弱なアムロとニューだけで戦わされる為３章の異様な難易度を象徴する壁であり下手をすればメデューサキュベレイやジオダンテより体感的に苦戦するボス。ボスキャラクターであるがマッドゴーレム、ゼノンマンサや今作では決闘イベントがあるダブルゼータ同様スライムルの魔法やスライムの杖の効果が効いてしまい逃走することもある。
- ナイトガンダムカードクエスト：梟の杖使う幻惑魔法、剣士ゼータ幻変えられていたアルガス騎士団惑し

呪術士キュベレイ / モンスター メデューサキュベレイ（キュベレイ）
声 - 榊原良子
ジオン三魔団の一人で紅一点。ムンゾ帝国の魔法部隊長。獅子の斧を持つ。呪術士は仮の姿で、メデューサキュベレイが本来の姿。さらに強力な魔法を使うようになるが、魔法にも耐えうる力自慢相手には分が悪い。MPは990（呪術士キュベレイ）及び1300（930+獅子の斧370）（メデューサキュベレイ）。
- アニメ：冒頭から出現し、騎士アレックスを罠に陥れ、彼をムンゾ城へと連れ去った。コンスコン王に対し、しばしば状況報告を行っており、騎士バウや闘士ドライセンと比べ側近としての描写も多い。ムンゾ城内でアルガス騎士団と対峙。膜状の魔法を張り巡らしてゆく手を遮るが、闘士ダブルゼータと戦士リックディアスのパワーで壊され、騎士アムロとカミーユ王子の侵入を許してしまった。その後、戦士リックディアスの盾を獅子の斧で真っ二つにし、メデューサキュベレイに変化。獅子の斧でさらに魔法を強化して襲い掛かるが、壁の中から突如現れた闘士ダブルゼータのダブルハンマーによる不意打ちを食らい、怯んだ所で止めを刺された。
- 漫画（ほしの竜一版）：ムンゾ城に登場、重力魔法によりアムロ達を潰そうとしたが、闘士ダブルゼータの怪力により重力魔法の中を歩き続けダブルゼータの一撃を受け倒される。ジオダンテ登場後はジオダンテの体内でモンスター化して復活。封印から解かれたアレックスの獅子の斧の攻撃により倒される。
- ゲーム：ファミコンソフト「SDガンダム外伝 ナイトガンダム物語2 光の騎士」では持っている獅子の斧は実は偽者で、自分の居城キュベレイの塔で倒された後に復活の神殿という僻地で戦士ヤザンを生贄としてメデューサキュベレイとして復活する。こちらでは本物の獅子の斧を所持している。

##### その他
剣士ゲルググ（ゲルググ）
ムンゾ帝国騎馬部隊の剣士。愛馬ムサイ (ムサイ）を駆る。バウの副官的な存在で、鋭い槍と剣が最大の武器。機動力に優れており、素早い動きで敵を撹乱させるのが得意。HPは500。
- アニメ：ムンゾ城でカミーユ王子を壁に拘束して待ち構えていた。騎士アムロと互角の戦いをし、一時「消えるより我々の仲間になってはどうだ?」と勧誘する場面もあったが、戦士リックドムIIとともに、あと一歩というところまで騎士アムロを追いつめたところ、突如背後に現れた剣士ゼータ達により堀の中に落とされ、消されてしまった。

戦士リックドムII（リック・ドムII）
声 - 戸谷公次
ムンゾ帝国戦士部隊の戦士。ドライセンを補佐しており、戦士ドムよりもさらに長大なバトルアックスを軽々しく使いこなす。HPは590。
- アニメ：物語序盤ではアルガス王国のとある町に潜入し、剣士ゼータに自慢のポールアックスで不意打ちを食らわせたものの、すぐにおそれをなして逃走を図る。その後、法術士ニューの放った魔法を盾で受け止めて撤退に成功。次は、ムンゾ城に単身乗り込んだ騎士アムロに剣士ゲルググとともに襲いかかるが、突如背後に現れた闘士ダブルゼータ達に堀の中に落とされ消された。

魔術士ゲゼ（ゲゼ）
ムンゾ帝国魔法部隊の魔術士。ゲルググやリックドムIIとは異なり、常に3体で行動することで、個々の非力さを補っている。MPは420。
- アニメ：物語冒頭で、呪術士キュベレイとともに登場。次はムンゾ城内で出現し、アルガス騎士団の行く手を遮ろうとしたが、アルガス騎士団戦士隊と戦うことになる。その後の消息は不明。魔術士でありながら、劇中において特に魔法を使うような描写はなかった。なお、2回目の登場時には、「ここは通れぬ」と3人で輪唱していた。

戦士ヤザン（ヤザン・ゲーブル+ハンブラビ(鎧甲)）
声 - 戸谷公次
ムンゾ帝国の人間種の戦士。橋で待ち構えている。敵を切り刻むのを好む残忍な性格。HPは260。
- アニメ：物語序盤で、ユイリィ姫の制止を振り切り、とある親子を処刑しようとしていたが、騎士アムロに邪魔され、逆上し彼に襲い掛かるものの、あっさりと攻撃をかわされ、堀の中に落ちてしまった。「光の騎士」のエンディングには登場しているので、剣士ゲルググや戦士リックドムIIとは異なり、片腕を負傷しただけで助かったらしい。
- ゲーム：ファミコンソフト「SDガンダム外伝 ナイトガンダム物語2 光の騎士」では敗れたキュベレイを海の果ての復活の神殿で復活させようと企んでおり計画を邪魔にしに来たアムロ達に討ち取られてしまうが彼自身の命を生贄としメデューサキュベレイを復活させてしまう。

戦士バーザム（バーザム）
ジオン三魔団配下の下級戦士で橋を守っている。ジオン族の戦士にしては珍しくクロスボウによる遠距離攻撃を得意としており、手下のハイザックに守らせつつ、狙い撃ちにしてくる。HPは240。
- アニメ：最初の1体は、ムンゾ城に単身潜入しようとする騎士アムロ相手にクロスボウを放ったが、逆にはじかれてしまい、突き飛ばされて堀の中に落ちてしまった。その後、戦士バーザムの部隊がアルガス騎士団騎馬隊に一斉射撃を行うものの、ほとんどはずれ、ある者は馬に蹴られている。

兵士ハイザック（ハイザック）
ムンゾ帝国を守るジオン族の雑兵。やたら数だけは多いが、それでもHPはたったの100。一応足軽のように、槍を装備しての突撃を得意としている。
- アニメ：そのほとんどがやられているシーンばかりで、物語序盤では法術隊相手に逃げてしまい、アルガス王国のとある町に攻め込んだ時にはアルガス騎士団騎馬隊と戦士隊に蹴散らされ、騎士アムロが単身ムンゾ帝国に乗り込んだ時には、彼の特攻におそれをなして錯乱状態に陥り、物語終盤では全員アルガス騎士団法術隊の攻撃で壊滅状態に陥る。

モンスターストーンズサ（ズサ）
ジオン族のモンスターでムンゾ帝国の門番。鎧のように固い表皮のため、なかなか倒れない。HPは290。
モンスターフロッグアッガイ（アッガイ）
小川や沢に生息しているカエル。全身のいぼから毒液を垂れ流す。HPは90。
- アニメ：アルガス騎士団騎馬隊に蹴散らされる。

モンスターボリノークベアー（ボリノーク・サマーン）
ノア地方に広く生息している熊のモンスター。森で暮らしている。皮膜がついており、ムササビのように滑空することができる。HPは190。
モンスターメタルアッザム（アッザム）
スライムアッザムが鋼鉄化したもの。逃げ足が早い。能力は不明。
モンスターヤクトドラゴン（ヤクト・ドーガ）
ムンゾ帝国コンスコン王の飼龍。複数の首を持つ。凶暴だが飼い主の言うことにはきわめて忠実。口から炎と冷気の相反するブレスを放つ。HPは390で、ノア地方のモンスターでは最強。
- アニメ：アルガス王国内のとある町に侵入。アルガス騎士団騎馬隊の行く手を遮ろうとするが、法術士ニューの「レイ」の一撃で消された。

### 光の騎士編
兵士ジム（ジム）
ラクロア城を警備する兵士。夜の警備に当たっていた。HPは100。

#### 次元の扉周辺
ムーア界とスダ・ドアカワールドを結ぶ転送地点。下級兵士ガザCが常に見張っている。
兵士ガザC（ガザC）
ジオン族の番兵で次元の扉を守っている。ムーア界に侵入したガンダムたちを最初に襲うが、まったく相手にはならなかった。槍を得意とする。HPは130。
- アニメ：次元の扉付近を警備していたが、突如出現したバーサル騎士ガンダム達に恐れをなして逃走する。

#### ティターンの魔塔外周
基本的に魔塔の周縁を守るかのように、飛行系のモンスターが多く棲息しているが、マッドゴーレムのように、魔塔へ続く道を塞ぐ役目をするモンスターも存在する。
怪鳥ガゥーダ（ガウ）
ティターンの魔塔の入り口を守る怪鳥。魔塔外周では最強のモンスターで、急降下攻撃が得意。HPは490。
- アニメ：モンスターレッサーギャプランの群れを引き連れて登場する。ムーア界に侵入したバーサル騎士ガンダムたちに先陣を切って襲い掛かるが、その後の消息は不明。
- ゲーム：ファミコンのナイトガンダム物語 光の騎士では子供を持つ親のはぐれガゥーダが居る。アムロ達が依頼を受けて離れ離れになった子供を救出すると裏切られたジオン族から受けた傷が悪化し死亡する。子ガゥーダの本当の正体が天馬ホワイトベースである事を何故か知っていた。

モンスタージャムルバーン（ジャムル・フィン）
ムーア界を飛来するワイバーンの一種。動きが素早いが、それ以外には特徴はない。HPは120。
モンスターマッドゴーレム（サイコガンダムMk-II）
声 - 橋本博（現・橋本浩志）
かつて伝説の巨人編で、ジオン族が作り上げた泥の巨人を量産化し、門番にしたもの。HPは480。
- アニメ：ティターンの魔塔へ続く道の壁に何体も封印されていたが、バーサル騎士ガンダムたちの出現により覚醒し、踏みつぶそうとしたが、あっさりとかわされてしまった。「伝説の巨人」の個体とは異なり、「マッドー!」と唸り声を上げるのが特徴。

モンスターモールアッグ（アッグ）
ムーア界の地底を掘り進むモグラ。地中では動きが素早いが、地上に出ると鈍くなる。能力は最弱クラス。HPは60。
モンスターレッサーギャプラン（ギャプラン）
ムーア界の空を飛びまわるモンスター。モンスターだが、剣士や戦士に近く、剣を得意としている。HPは240。
- アニメ：ムーア界に侵入したバーサル騎士ガンダムたちを相手に、怪鳥ガゥーダとともに大挙して襲い掛かった。このうち1体は剣士ゼータの投げた剣が刺さり、消されていた。

#### 鋼鉄の間
ティターンの魔塔の最下層エリア。別名「戦士の間」で、主に戦士や闘士たちが守っており、彼らの指揮は騎士ハンマハンマが執っている。
騎士ハンマハンマ（ハンマ・ハンマ）
鋼鉄の間を守る上級騎士。鋼鉄の間においては最強の実力を誇るため、他の4人を指揮している。普通の騎士の中では、ゼノンマンサに次ぐ実力を持つ。HPは1200。剣術の腕ならば、剣士ゼータガンダムをも凌ぐとされる。
- アニメ：ティターンの魔塔・鋼鉄の間に侵入したバーサル騎士ガンダムと戦ったが、最後は消された。断末魔の叫びは「ハンマー!」
- ナイトガンダム パズルヒーローズ：愛馬サダラーン (サダラーン)を駆る

戦士バイアラン（バイアラン）
鋼鉄の間を守る下級戦士。一応剣と盾を装備しているが、鋼鉄の間の5人の中では最も能力が低い。HPも260と低め。
- アニメ：ティターンの魔塔の入り口付近で戦士ザクIIIとともにいきなり剣士ゼータに斬りかかるが、最後は消される。

闘士ドーベンウルフ（ドーベン・ウルフ）
鋼鉄の間を守る闘士。闘士ダブルゼータとも互角に戦えるだけの実力を持つ。HPは940。
- アニメ：ティターンの魔塔に侵入した騎士アレックスと戦うが、最後は消された。
- ナイトガンダム パズルヒーローズ：愛馬エンドラ (エンドラ)を駆る

戦士ガブスレイ（ガブスレイ）
鋼鉄の間を守る上級戦士。ハルバートのような武器を扱う。ジオン族の戦士の中ではトップクラスの実力を持つ。HPは780。
- アニメ：ティターンの魔塔の入り口付近で待ち構えており、闘士ダブルゼータに不意打ちに近い形で斬りかかるものの、最後は消された。

戦士ザクIII（ザクIII）
鋼鉄の間を守る中級戦士。防具には乏しいが、切れ味が抜群の鋭い斧を装備している。HPは520。
- アニメ：ティターンの魔塔の入り口付近で待ち構えている。戦士バイアランとともに剣士ゼータと戦うが、最後は消される。

#### 赤銅の間
ジオン族のモンスターたちが多数棲息しているエリアで、能力の低いものから高いものまで、あらゆる種族が混在している。別名「異形の間」とされる。また、ドダイライダーのような、特殊な訓練を受けた戦士がモンスターをコントロールしているような事例もある。
モンスターウィルオーエルメス（エルメス）
赤銅の間の最上エリアに出没するモンスター。一説には、戦士の魂が実体化したものではないかといわれている。モンスターの中では最強の実力を持ち、高速で飛来する。MPは810。モンスターでありながら、強力な魔法の使い手でもあり、同じジオン族の魔道士たちにも匹敵する魔力を誇る。
モンスターキャトルハンブラビ（ハンブラビ）
赤銅の間を守るモンスター。モンスターだが、その性質は戦士や闘士に近く、鎌のような武器を使いこなせる。HPは360。
- アニメ：モンスターワーカプールとともに、大挙してバーサル騎士ガンダムたちの行く手を塞いだ。

モンスタースラッグアジール（α・アジール）
赤銅の間に住み着いたモンスター。弱いが体がぬめぬめしているため、通常の武器ではダメージを与えにくい。常に複数で出現する。HPは180。
モンスターヒドラザク（ザクII）
複数の首を持つモンスター。それぞれの頭部が独立した思考を持つ。HPは540。ネオバトル及び「大いなる遺産」に類似種である「オロチザク」が存在している。
- アニメ：地面から突如現れて、闘士ダブルゼータを複数の首で巻き込んだ。
- スーパーファミコンソフト「SDガンダム外伝 ナイトガンダム物語 大いなる遺産」では数値の設定ミスなどが手伝いモンスターでありながらジオン族の戦士騎士を遥かに凌ぐ同作最強の雑魚キャラとなっている。

モンスターワーカプール（カプール）
鋭い爪を持つモンスター。能力は高くはない。けたたましい雄たけびを上げつつ、鋭い爪と牙で獲物に襲い掛かる。HPは270。
- アニメ：モンスターキャトルハンブラビとともに出現。やたらと数が多く、上から落ちてきてバーサル騎士ガンダムたちの行く手を塞いだ。「ワーカワーカ」と奇声を上げるのが特徴。

モンスターパラスパイダー（パラス・アテネ）
赤銅の間に生息している蜘蛛のモンスター。天井から突如として降りてくる。能力の低さを補うため、常に複数で行動する。HPは90。
モンスタードダイライダー（グフ(戦士グフ)+ドダイYS(モンスタードダイライダー)）
飛行系モンスターであるドダイに戦士グフが乗ったもの。素早い動きと、戦士のパワーが自慢。HPは450。
- アニメ：上空からバーサル騎士ガンダムたちに襲い掛かるが、上に乗っている戦士グフは闘士ダブルゼータにつかまり、地面にたたきつけられる。

モンスターキングアッザム（アッザム）
声 - 永井一郎
スライムアッザムが無数に集まり、合体して巨大化したもの。カードに描ききれないほど。HPは720。
- アニメ：モンスターワーカプール、モンスターキャトルハンブラビの後に、バーサル騎士ガンダムたちの上に落ちてきた。だが、その直後に消されてしまう。特に合体シーンはなかった。

#### 銀の間
別名「鏡の間」とされており、侵入者の影を実体化し、戦わせることで排除しようとする。このエリアを守っているのは本来はジオン族最強の闘士ケンプファーただ一人である。
闘士ケンプファー（ケンプファー）
声 - 西村知道
銀の間を守る闘士。ジオン族最強の闘士とされ、ジオン三魔団のドライセンすら凌ぐ実力者で、同じ闘士のダブルゼータ個人よりも能力は上。HPは1300。
- アニメ：シャドウ達に拘束されて身動きが取れないバーサル騎士ガンダムたちに斬りかかるが、のちにシャドウ達が倒され、ガンダムたちの拘束が解けたのを見て自害する。

バーサルシャドウ
銀の間で遭遇した、バーサルナイトの影。左右が逆転している。MPは950。
アレックスシャドウ
やはり銀の間で出現した、アレックスの影。左右が逆転している。MPは850。
アルガスシャドウ
ティターンの魔塔に現れた、アルガス騎士団の影。左右が逆転している。MPは1450。

#### 黄金の間
別名「魔法の間」と呼ばれるエリア。呪術士ビグザムの指揮の下、魔道士ゲーマルクが守っているが、最上階である「皇帝の間」に続くエリアでもあるため、彼らのほかにもジオン親衛隊やジークジオンの側近の騎士ゼノンマンサが守りを固めている。
騎士ゼノンマンサ（クィン・マンサ）
声 - 山下啓介
ジークジオンの側近。ジオン族最強の騎士で、黄金の間を守る。ジオン親衛隊を指揮しており、騎士アレックスと対峙する。HPは1800で、アレックスと互角に渡り合えるほど。接戦の末に敗れるが、後にジークカロッゾの力で幽騎士として再生し、ネオジオン軍の魔機兵ザマレド・マンサーを駆ることに。ほしの竜一の漫画版では光の騎士では登場しない（聖機兵物語で幽騎士として登場するが他媒体と違い特に復活させられたという言及はない、同じギャンなど他の復活させられたモンスターの出番は一切ない）
- アニメ：闇の皇帝ジークジオンのいる皇帝の間へと続く階段でバーサル騎士ガンダムの行く手を遮るが、騎士アレックスの攻撃を受け、彼と対決する。だが、戦いの最中に黄金の間が崩壊し、アルガス騎士団とジオン親衛隊、モンスターゴーストビグザムもろとも奈落の底へと落ちてしまった。
- ゲーム：ファミコンソフト『SDガンダム外伝 ナイトガンダム物語2 光の騎士』では騎士アレックスと一騎討ちをするが、稀に一定確率で即死の必殺の一撃を放ってくるので騎士アレックスのみラストバトルに参戦できない事もある。SFCソフト『SDガンダム外伝 ナイトガンダム物語 大いなる遺産』ではファミコン版と違いフィールド上のキャラドットが通常のキャラより大きく描かれている。
- ナイトガンダム カードダスクエスト：ジークジオンの魔力でがパワーアップ エビルモード変身した！

ジオン親衛隊
騎士ゼノンマンサの指揮のもと、闇の皇帝ジークジオンの側近として常にそばで守りを固めている。騎士Rジャジャ、剣士ガズアル、剣士ガズエルの3人で構成されている。ジオン親衛隊3人全員としてのHPは2900で、アルガス騎士団とほぼ互角。
騎士Rジャジャ（R・ジャジャ）
ジークジオン直属のジオン親衛隊の一人。黄金の間でアルガス騎士団と戦い敗れるが、後にゼノンマンサ同様にジークカロッゾの力で幽騎士として再生する。個体としての実力はHP1000で、ジオン親衛隊の中では最も能力が高い。
- アニメ：黄金の間において、法術士ニューと戦っていたはずだが、実際の戦闘描写はなく、崩れ落ちる黄金の間をただ茫然と見ていた。他の仲間やアルガス騎士団とともに、奈落の底へ落ちてしまった。
- 漫画（ほしの竜一版）：ナイトガンダムとアレックスによってガズアル、カズエルを倒され降参するが、ビグザムの呪術によって処刑されてしまう。

剣士ガズアル（ガズアル）
ジークジオン直属のジオン親衛隊の一人。HPは950。ガズエルとのコンビネーションは強力。アルガス騎士団との戦いに敗れる。
- アニメ：黄金の間において、剣士ゼータと戦っていたが、戦いの途中で黄金の間が崩れ、奈落の底へ落ちてしまった。

剣士ガズエル（ガズエル）
ジークジオン直属のジオン親衛隊の一人。HPは950。主にガズアルとコンビを組む。やはりアルガス騎士団には力及ばなかった。
- アニメ：黄金の間において、闘士ダブルゼータと戦っていたが、戦いの途中で黄金の間が崩れ、奈落の底へ落ちてしまった。

魔道士ゲーマルク（ゲーマルク）
黄金の間を守る魔道士。周囲を飛来する「ファンネル」を使い、強力な攻撃魔法を仕掛けてくる。一人でもニューと互角に戦えるだけの魔力を誇る。MPは900。
呪術士ビグザム / モンスターゴーストビグザム（ビグ・ザム）
声 - 半田裕典（スーパーロボット大戦BX）
黄金の間を守る呪術師。ジオン族の魔法使い系では最高の力を持ち、黄金の間の魔道士ゲーマルクを指揮する。ニュー以上の魔力を持つが、自身の魔法がガンダムたちに通用しないと判断した彼は、その身を業火で焼き尽くし、ゴーストビグザムへと変化した。モンスター化してもその魔力が失われることはなく、むしろ向上する。MPは1400（呪術士ビグザム）及び1700（ゴーストビグザム）。
- アニメ：黄金の間に侵入したバーサル騎士たちを迎え撃つ。最初は吹雪を発生させて剣士ゼータの動きを封じていたが、闘士ダブルゼータが斬りかかってきたため、「やらせはせん」と、体を発火させてモンスターゴーストビグザムに変身。その後、騎士アレックスを踏みつぶそうとしたが、逆に剣で足を刺された。最後は自分の仲間やアルガス騎士団もろとも崩れ去る黄金の間と運命を共にした。変身後は「ビーグザーム」と声を上げるのみ。
- 漫画（ほしの竜一版）：Rジャジャを処刑した後、アレックスと対決。ゼータ達3人の形見である羽により動きを封じられアレックスの一撃を受け倒されるが、ジークジオンの魔力によってゴーストビグザムとして復活し、アレックスを巻き添えにして燃え尽きる。
- ゲーム：SFCソフト『SDガンダム外伝 ナイトガンダム物語 大いなる遺産』ではフラウ姫を攫いティターンの魔塔ではなく地上のジオンの居城ソロモンの城の主としてガンダム達を待ち受ける。サイコゴーレム、ジークジオンなどの章ボスと並ぶゲーム上屈指の強敵。

## 漫画版
「SDガンダム外伝 騎士ガンダム物語」
作・ほしの竜一
1989年から1993年までコミックボンボンにて連載された。ジークジオン編の他、円卓の騎士編と聖機兵物語も含まれている。
「SDガンダム外伝 騎士ガンダム物語特別編」
作・ほしの竜一
1990年から1993年までデラックスボンボンにて連載された。連載時のタイトルは「SDガンダム外伝 騎士ガンダム物語番外編」。ジークジオン編のキャラクターと世界観によるオリジナルストーリー。
その他、横井孝二も「元祖！SDガンダム」内でストーリー漫画を描いている。

## アニメ版
1990年に発売されたOVA。全4話。一部キャラクターの声を元となったキャラクターと同じ声優が演じている。

### スタッフ
- 企画：サンライズ
- 監督：アミノテツロー
- 演出：高松信司
- 原作：矢立肇 富野由悠季
- 脚本：アミノテツロー
- キャラクター原案：レイアップ 横井孝二 桧山智幸
- 音楽：岡田徹
- キャラクターデザイン：横山彰利
- 作画監督：横山彰利
- 美術：池田繁美 矢島洋一
- 撮影：奥井敦 松澤浩之
- 編集：瀬山武司
- 音響：千葉耕市
- プロデューサー：内田健二（サンライズ） 杉田敦（バンダイ）
- 製作：サンライズ、バンダイ

## ゲーム版
- SDガンダム外伝 ラクロアンヒーローズ（1990年10月6日、バンダイ）
- SDガンダム外伝 ナイトガンダム物語（1990年8月11日、バンダイ）
- SDガンダム外伝 ナイトガンダム物語2 光の騎士（1991年10月12日、バンダイ）
- SDガンダム外伝 ナイトガンダム物語 大いなる遺産（1991年12月21日、エンジェル）
- コレクションキング SDガンダム外伝（2007年9月）
- スーパーロボット大戦BX（2015年8月20日、バンダイナムコエンターテインメント）
- スーパーロボット大戦X-Ω（2019年3月1日、バンダイナムコエンターテインメント） - 期間限定参戦
- SDガンダム GGENERATION ETERNAL（2025年8月8日、バンダイナムコエンターテインメント）